# Schelphoorn

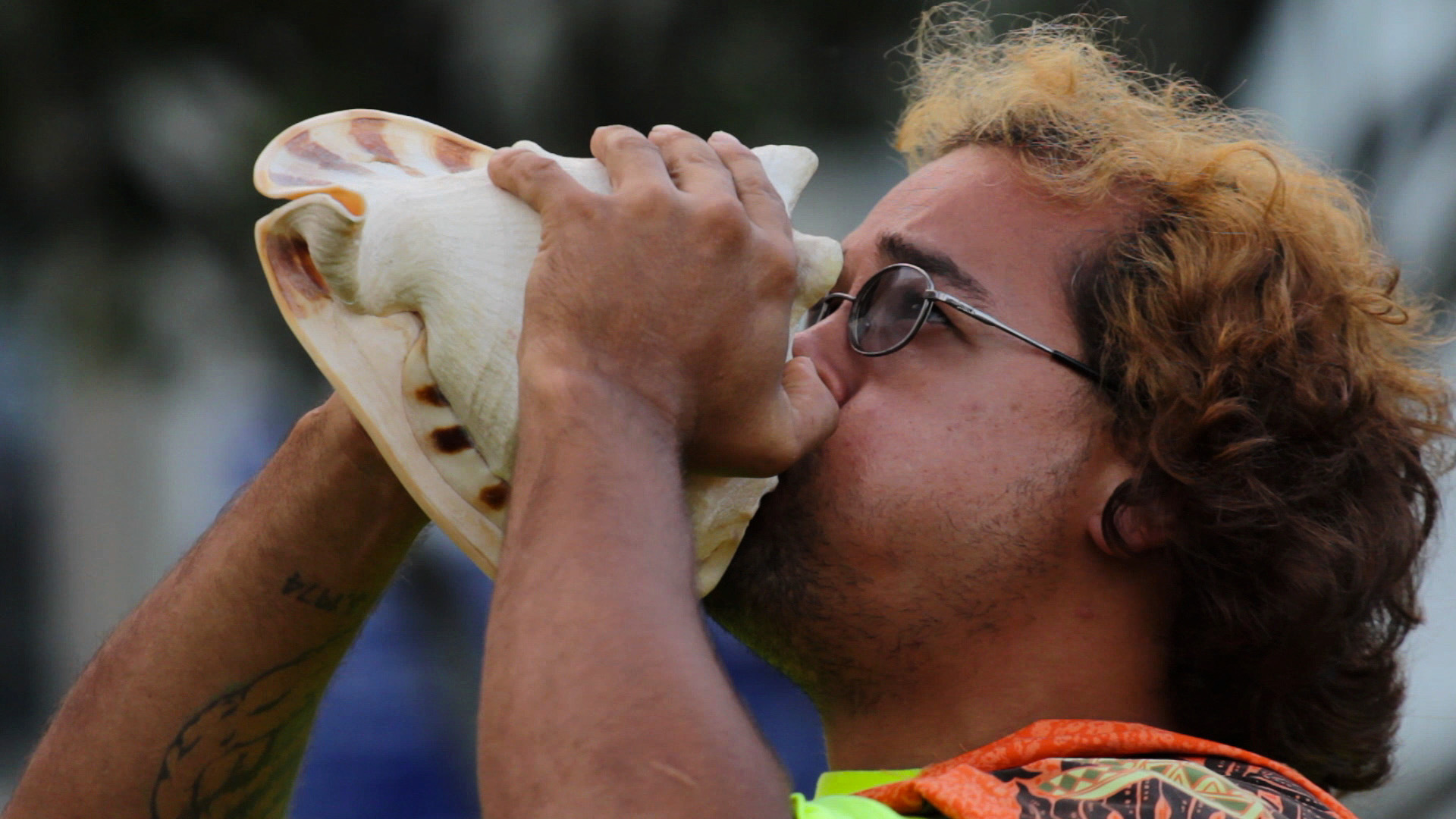
Een schelphoorn ('pu') in Hawaï

Een schelphoorn of schelptrompet is een blaasinstrument dat is gemaakt van een schelp, met name de schelp van de grotere soorten zeeslakken. Met de natuurlijke conische boring van het slakkenhuis is het mogelijk om een muzikale toon te produceren. Schelptrompetten worden bespeeld op veel eilanden in de Stille Oceaan, maar ook in Zuid-Amerika en Zuid-Azië.
Een schelp van grote gastropoda die in de zee leven kan worden aangeblazen alsof het een trompet is of een hoorn. 
Verschillende soorten grote slakkenhuizen uit de zee kunnen worden gebruikt om een schelphoorn te maken; veel gebruikte geslachten zijn onder meer de charonia ('tritonhoorn'), cassis ('helmslak') en strombus (waaronder de 'vleugelhoorn').

## Aanpassingen aan de schelp

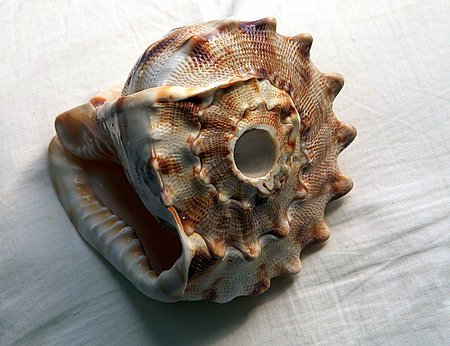
Gat waarin wordt geblazen.

Om de schelp als blaasinstrument te kunnen gebruiken zijn aanpassingen nodig. De geschroefde punt aan het smalle uiteinde moet worden doorgeslepen en er moet een conisch of cilindrisch mondstuk aan bevestigd worden. Deze mondstukken kunnen gemaakt zijn van hout, bamboe of metaal. Ook wordt er wel een gat in de zijkant gemaakt, om het instrument dwars aan te blazen.  
In sommige culturen wordt aan beide uiteinden van de schelp een gaatje geboord, om er touwtjes doorheen te rijgen om de schelp gemakkelijk mee te nemen. 
Soms worden de schelpen ter decoratie ingelegd met koper of zilver. Soms worden ze verder versierd, bijvoorbeeld met kleurrijke zijde, of ingegraveerd met afbeeldingen, dan wel bedekt met rijke versiering van metaal. 
Er kan een extra toongat en de schelm worden gemaakt om de grondfrequentie te veranderen, maar wereldwijd is dit uiterst zeldzaam.

## Bespeling
Om het instrument te bespelen wordt de punt met de hand vastgehouden en worden de lippen tegen het mondstuk gehouden om er lucht in te blazen. De bespeler gebruikt de spanning in zijn of haar lippen, de zogeheten embouchure, om noten uit de harmonische reeks te produceren. De  toonhoogte en het timbre van schelphoorn zijn afhankelijk van de grootte en vorm van het slakkenhuis. Grotere schelpen produceren een lager geluid. Door de hand in de schelp te houden kan de intonatie beïnvloedt worden.  
In de meeste gevallen produceren de schelphoorns slechts één toon (de grondtoon), soms kunnen er door overblazen extra tonen worden geproduceerd. Met zeer grote schelphoorns kunnen drie tot vier boventonen worden geproduceerd  
Hoewel van natuurlijk materiaal gemaakt, behoort het instrument bij de koperblazers, omdat de klank wordt gevormd door de trillende lippen, zoals bij een trompet of hoorn.   
Naast de bespeling van het muziekinstrument, kan de hoorn ook gebruikt worden als stemvervormer. Dit gebruik is waarschijnlijk nog ouder dan het produceren van tonaal geluid door blazen. Het onherkenbaar maken van de gesproken of gezongen stem met behulp van een hulpmiddel is onderdeel van het optreden van de ceremoniemeester bij magische rituelen.   

## Akoestische aspecten
Net als bij de trompet en soortgelijke blaasinstrumenten wordt de lucht in de schelp in trilling gebracht door de externe excitatie van de trillende lippen van de bespeler. De trillende lippen ontstaan door het blazen van de bespeler en veroorzaken een drukverschil tussen de luchtkolom in het mondstuk en in de eigenlijke holte van de schelp. Door de periodieke excitatie vanuit de lippen ontstaan resonanties in de schelp, die hoorbaar worden als tonaal geluid: de grondtoon en verschillende boventonen. Het is gebleken dat de gebruikte schelpen in hun windingen een Archimedes-spiraal laten zien. Doordat het gaat na de mondopening door de spiraalvorm opzij gaat (bij een trompet is de buis recht voor de mondopening), vereist dit een andere techniek dan bij het aanblazen van een trompet of hoorn. De resonanties treden bij benadering op bij de volgende frequenties: 
{\displaystyle f_{n}=(2n+1){\frac {c}{16\,\pi R}}}
Met:
fn een van de eigenfrequenties
n een geheel getal groter dan 0
c de geluidssnelheid
R de straal van de spiraal aan het open einde, waarbij de effectieve lengte van de hoorn, l = 4πR de effectieve lengte is van het slakkenhuis.
Door de windingen van de schelp is de effectieve lengte van de buis, die van belang is voor de berekening van de grondtoon, ca twee maal zo lang als de eigenlijke schelp. De binnenste spiraal van de schelp functioneert als een conische buis en de natuurlijke grote opening als bel

## Geschiedenis

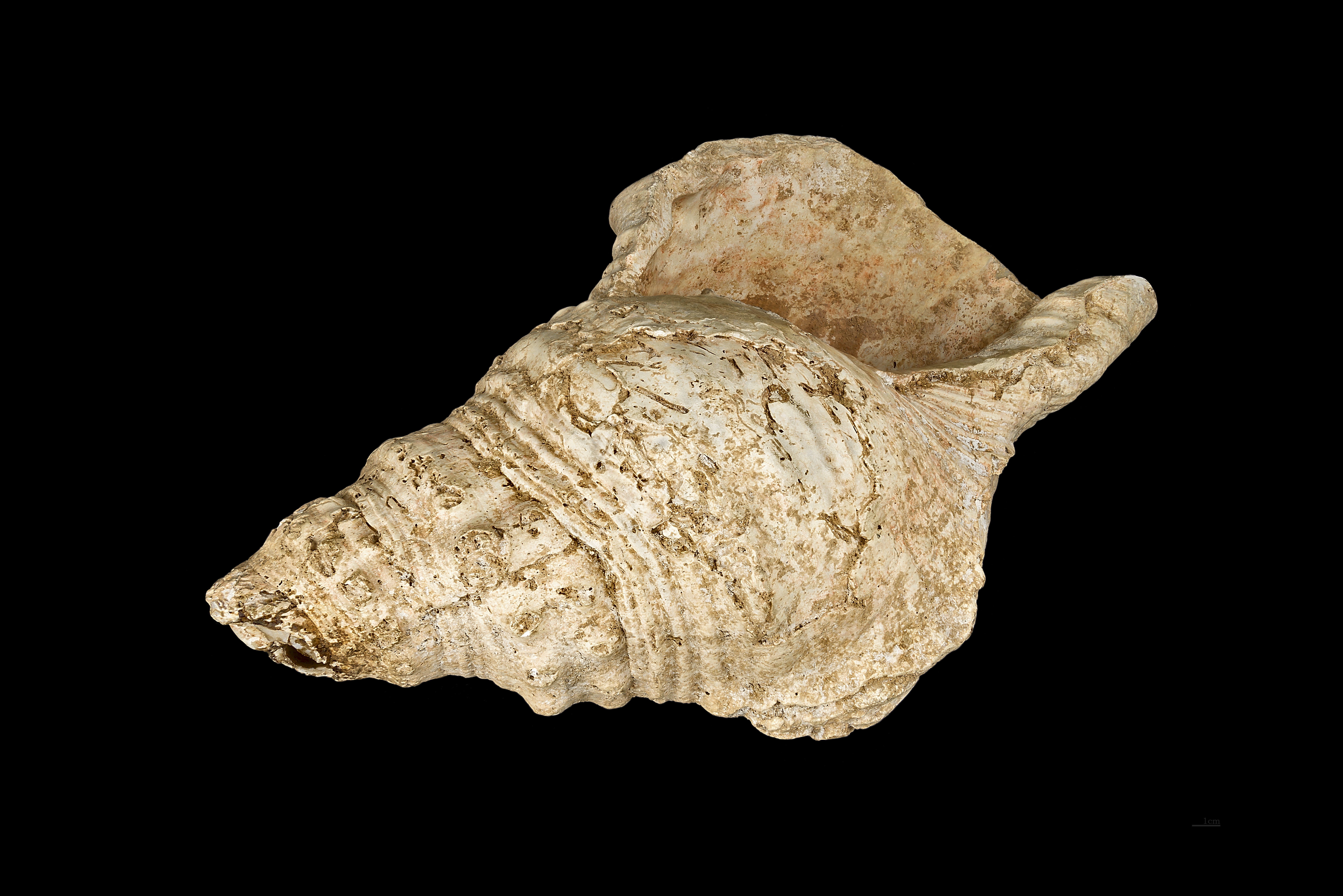
Magdalena- schelp te zien in het Museum van Toulouse (ca. 18.000 jaar oud)

Schelptrompetten zijn bekend uit archeologische vondsten sinds het Magdalénien (laat-paleolithicum). Een voorbeeld hiervan is de "Marsoulas-schelp", een Charonia lampas -schelptrompet die te zien is in het Muséum de Toulouse. Dit is in 2023 met zijn 18.000 jaar de oudst bekende schelp. De grot waar de schelp werd gevonden ligt op 200 km afstand van de Middellandse zee. De afmetingen zijn 31 × 18 × 18 centimeter. De schelp werd in 2021 tot klinken gebracht en produceert tonaal geluid bij 256Hz, 265Hz en 285Hz ongeveer een C, een C# en een D, Het volume was ca. 100 dB op 1 meter afstand. De archeologen vonden sporen van bewerking om het gat te maken. Mogelijk was er een mondstuk aan bevestigd. 
Uit het huidige grondgebied van Israël/Palestina dateert een Charonia tritonis nodifera schelptrompet uit ongeveer het derde millennium voor Christus.

## Geografische verspreiding
Op enkele uitzonderingen na strekt het verspreidingsgebied van de schelpen van zeeslakken die als blaasinstrument worden gebruikt zich ruwweg uit rond de evenaar tussen 35° noorderbreedte en 35° zuiderbreedte. Soms - zoals in Tibet - werden de hoorns ver van hun natuurlijke habitat in de zee gebruikt.
In veel regio's over de hele wereld wordt gezegd dat schelphoorns magische krachten hebben; er wordt gezegd dat ze onweersbuien kunnen afweren of ziekten genezen. Ze zijn een symbool van de zee, van de regen en van de vruchtbaarheid.

### Amerika

#### Midden-Amerika

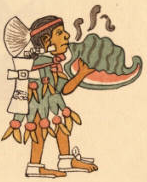
Azteekse schelptrompettist genaamd quiquizoani [kikisoani] (midden 16e eeuw)

Gedurende de hele Meso-Amerikaanse geschiedenis werden schelphoorntrompetten gebruikt, vaak in een rituele context (zie figuur). In de oude Maya-kunst werden dergelijke schelpen vaak versierd met afbeeldingen van de voorouders; Op vazen geschilderde scènes tonen jagers en goden die op een  schelphoorn blazen. Quechua en Warao gebruiken nog steeds de schelp als blaasinstrument. 

#### De Caraïben
De Roze vleugelhoorn werd, en wordt soms nog steeds, gebruikt als trompet in West-Indië en andere delen van het Caribisch gebied. Het Arawak-woord 'fotuto' werd gebruikt om dit instrument te beschrijven, en wordt tot op de dag van vandaag nog steeds gebruikt voor de schelphoorn, maar ook als woord voor megafoon.

#### Peru
De priesters van de Peruaanse Chavíncultuur uit het 1e millennium voor Christus dachten om macht over het water te krijgen met het heilige blaasinstrument, dat ze in het Quechua pututu noemden.

### Azië

#### India
De heilige schelp van Turbinella pyrum staat in India bekend als de shankha. Deze werd voor het eerst genoemd in de Artharvaveda, ca. 1000 v.Chr. In het epos Mahabharata blies de god Krishna op de schelp om het begin en einde van gevechten aan te kondigen. De legende gaat dat toen Sakyamuni voor het eerst aan het wiel van Dharma draaide in Sarnath, keizer Shakyamuni en anderen een rechtshandige witte schelp aan de Boeddha presenteerden. Sindsdien wordt de rechtshandige witte schelp op grote schaal gebruikt in het boeddhisme als symbool van voorspoed en perfectie. Het instrument wordt gebruikt bij plechtige religieuze bijeenkomsten, maar ook bij sociale gebeurtenissen.

#### Nepal en Tibet
In Tibet staat het instrument bekend als dungkhar, mest-dkar of mestkar.

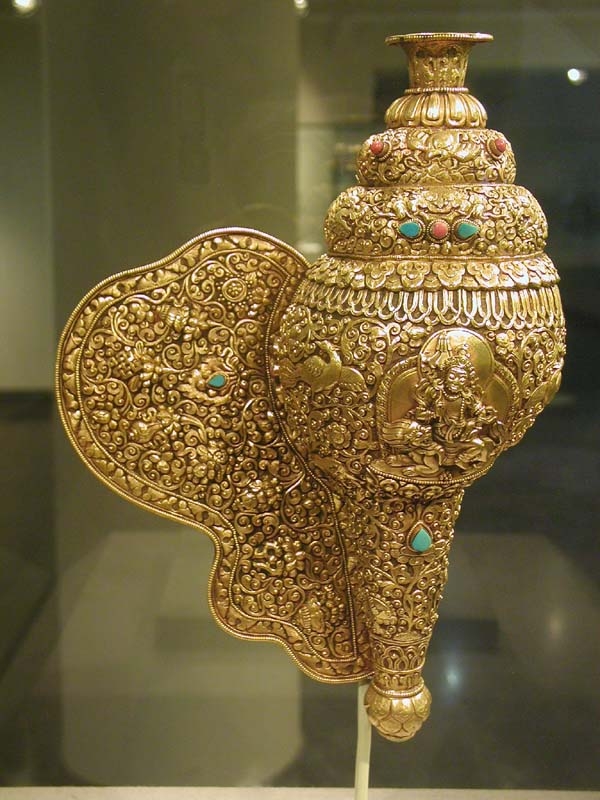
Een volledig met goud bedekte schelp gebruikt in het Tibetaans boeddhisme.

#### Japan
Ook in Korea en Japan wordt het instrument gebruikt. In Japan wordt het instrument horagai genoemd. Het verspreidde zich met het boeddhisme over Azië en werd voor het eerst genoemd tijdens de Japanse Heian-periode (794–1185 n.chr.). Shingon-boeddhistische priesters gebruiken het instrument tijdens een ritueel dat bekend staat als homa, waarbij soms op trommels wordt geslagen en op horagai wordt geblazen. 

#### China
De Dharma-schelp die in India werd gebruikt, werd met het boeddhisme in China geïntroduceerd. Tegenwoordig gebruiken Tibetaanse, Mongoolse, Manchu, Naxi, Dai, Jing, Han en andere etnische groepen in China het blaasinstrument nog steeds. De schelp is een van acht geluksbrengende symbolen van het Tibetaanse volk.

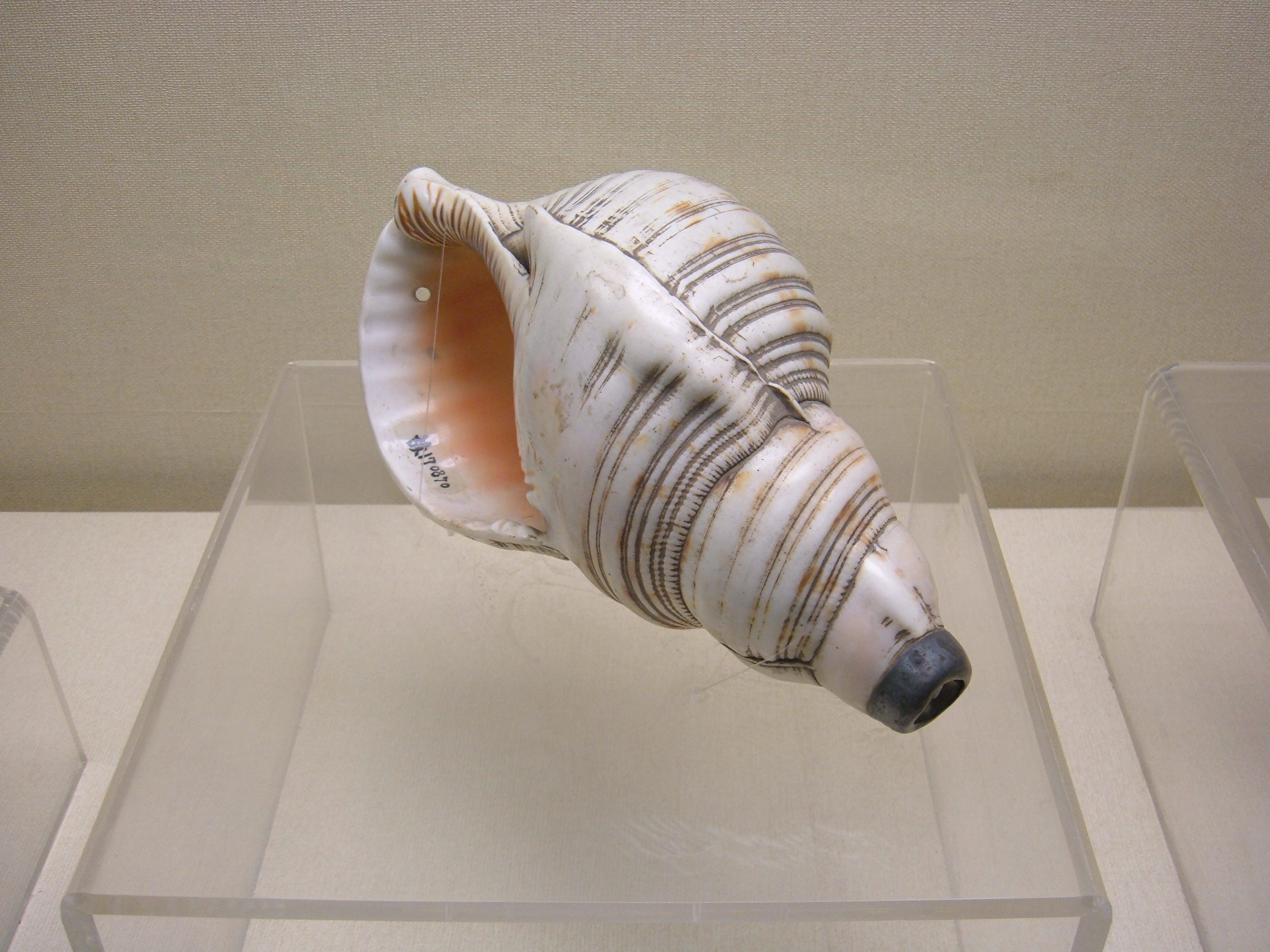
Militaire schelp uit de Qing-dynastie (1644–1912).

#### Korea
In Korea staat de schelphoorn bekend als nagak. 

### Oceanië

#### Indonesië
De oudst bekende inscriptie op Midden-Java dateert uit 2000 voor Christus en is vernoemd naar de plaats waar het werd gevonden, Tuk Mas, aan de voet van de Merbabu-vulkaan ligt. De rotsinscriptie bevat ook tekeningen, waaronder een schelphoorn. Ze zijn ook afgebeeld in de Borobudur. Het gebruik van schelpenhoorns is niet meer gedocumenteerd in de postboeddhistische en hindoeïstische rijken. In de Balinese muziekcultuur wordt het instrument zeer zelden bespeeld. In 1890 is het gebruik van de schelphoorn door de Toraja op het zuiden van Sulawesi beschreven. Ook de Minahasa in Noord-Sulawesi gebruiken het instrument.

#### Nieuw-Zeeland

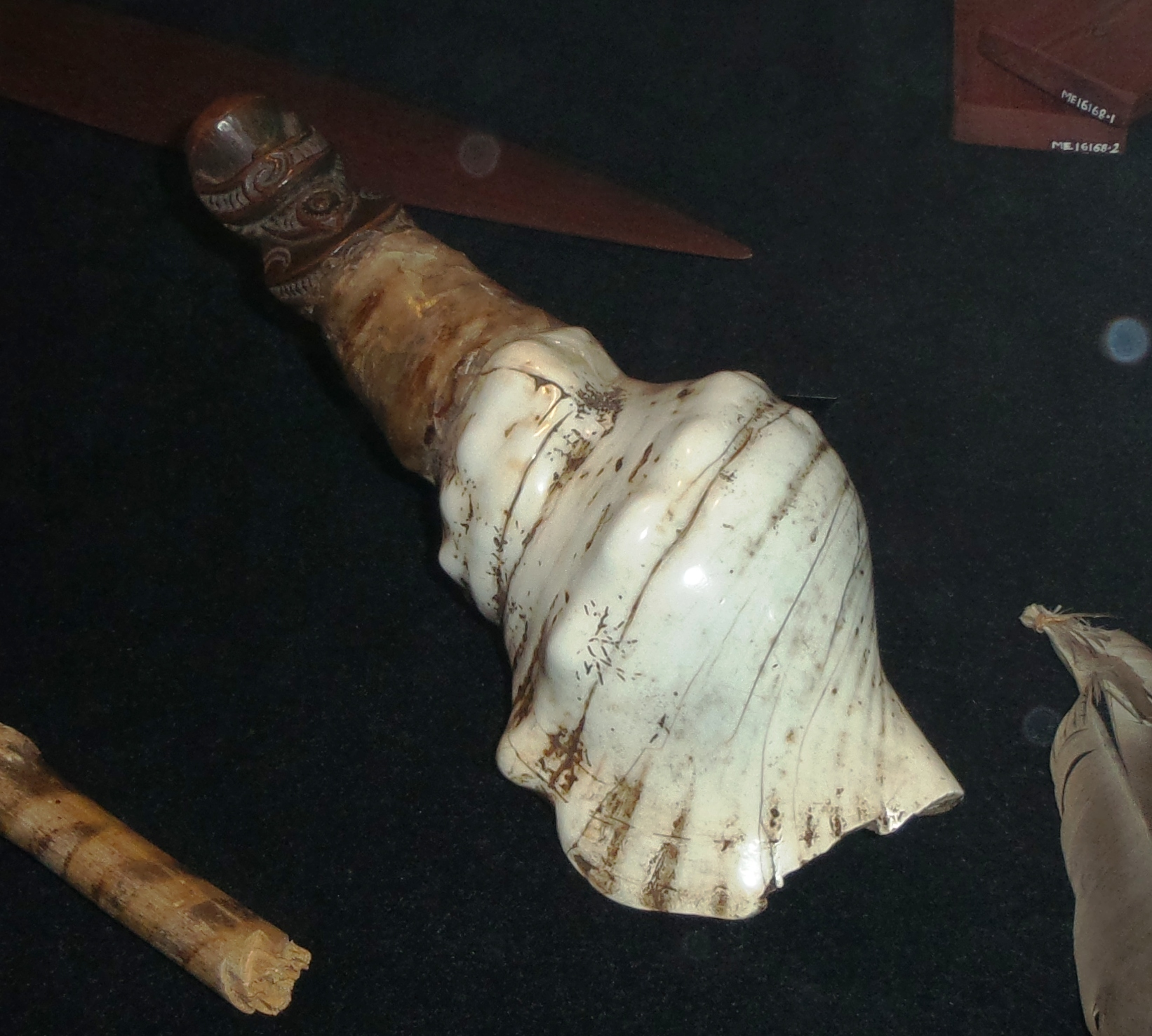
Nieuw-Zeeland: pūtātara, in het Te Papa museum

In Nieuw-Zeeland bestaat een schelphoorn met een houten mondstuk, de pūtātara. Dit instrument wordt gebruikt om gasten aan te kondigen bij traditionele welkomstceremonies. Australië lijkt het enige land in Oceanië te zijn waar schelphoorns niet als muziekinstrument werden gebruikt, ondanks de wijdverbreide beschikbaarheid van schelpen.

#### Eilanden in de Stille Oceaan
De Triton-schelp, ook wel bekend als de "trompet van Triton" Charonia tritonis, wordt als blaasinstrument gebruikt in de Melanesische en Polynesische cultuur. Op sommige Polynesische eilanden staat het bekend als "pu".
Schelptrompetten werden van oudsher in heel Oceanië gebruikt. In de vakantieoorden van Fiji worden ze gebruikt bij optredens voor toeristen. De Fijiërs gebruikten de schelp oorspronkelijk als een opperhoofd stierf: het stoffelijk overschot werd langs een speciaal pad gedragen en de schelp werd bespeeld totdat het lichaam van het opperhoofd het einde van het pad bereikte. 

### Afrika
Austronesische kolonisten naar het eiland Madagaskar brachten hun schelp mee, die antsiva of bankora genoemd werd. De hoorn werd bespeeld bij ceremonies zoals besnijdenissen en begrafenissen. Het instrument was onderdeel van de koninklijke regalia van het Koninkrijk Imerina en werd uitsluitend door mannelijke tot slaaf gemaakten bespeeld, om de komst van een koning aan te kondigen, maar ook bij overlijdens of om veldslagen te markeren.

### Europa

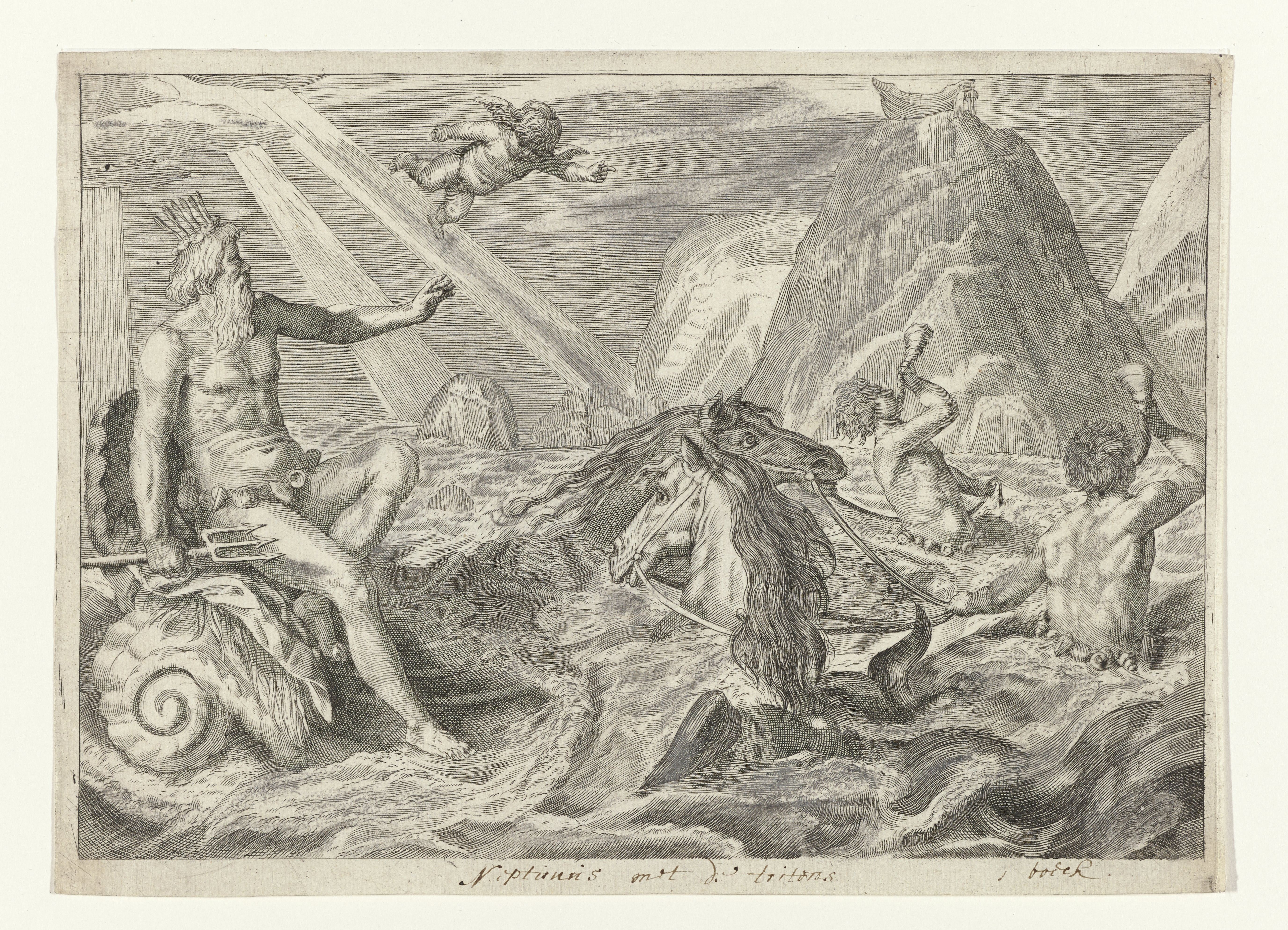
Neptunus met twee blazende tritons. Gravure van Crispijn van de Passe de Jonge, ca. 1636 - 1670

### Klassieke oudheid
In de oude Griekse stad Mycene werd uit de 16e eeuw voor Christus een in klei gemodelleerde hoorn gevonden, gemodelleerd naar een Charonia variegata, die was meegegeven als grafgift. Het object meet 21 × 10 centimeter en bevindt zich in het Nationaal Archeologisch Museum in Athene.
In het puin van 79 na Christus zijn in Pompeï 52 schelpen gevonden van de soort Charonia lampas, negen in Herculaneum en één exemplaar in de naburige stad Boscoreale. De punten waren niet allemaal afgebroken, maar een groot aantal werd waarschijnlijk als blaasinstrument gebruikt. De blaasopening van vier hoorns is zorgvuldig gladgestreken en twee andere hebben een bronzen mondstuk. Ze zijn ook afgebeeld op twee mozaïeken uit Pompeï.
De Griekse halfgod Triton wordt vaak afgebeeld terwijl hij op een schelphoorn blaast, in het Nederlands kinkhoorn genoemd. De kinkhoorn zal het niet geweest zijn, omdat dit een vrij kleine slakkensoort is die in de Noordzee voorkomt. Met zijn hoorn kon Triton, of in het meervoud Tritons, volgens de legende de woeste golven tot bedaren brengen. Dit beeld uit de oudheid is later vaak gebruikt in beelden of illustratie tijdens de renaissance en de barok. 

#### Griekenland
Tot de 20e eeuw werd de bouroú op Kreta en andere eilanden geblazen door postbodes om hun aankomst aan te kondigen en door herders om hun kudden bij elkaar te houden.

#### Italië
Schelpenhoorns werden tot het begin van de 20e eeuw in de christelijke liturgie in Italië gebruikt. Ze werden bijvoorbeeld gebruikt tijdens de Goede Week in de kathedraal van Genua en in kerken in Piemonte. In Sicilië bliezen vissers op een schelphoorn als er gevaar of mist op zee was, om hun aanwezigheid aan te kondigen. Traditiegetrouw dragen sommige Siciliaanse vissers nog steeds een brogna op hun vissersboten zonder die echter nog te gebruiken.

#### Malta
In Malta wordt het instrument een bronja genoemd, in de volksmond bekend als tronga. De schelp van een zeeslak krijgt een gat aan het ene uiteinde. Als erop wordt geblazen, ontstaat er een hard geluid. De tronga werd over het algemeen gebruikt om de mensen te informeren dat de windmolens op de eilanden in bedrijf waren, tijdens een winderige dacht, zodat tarwe en ander graan gemalen kon worden. 

#### Duitsland
Tot 1890 werd op gemeenschapsbijeenkomsten in Neder-Lausitz op de slakkenhoorn geblazen. In Bohemen werd de schelphoorn rond 1900 trouba proti mrakům genoemd en had het instrument een rituele functie bij het weer. Mannen bliezen op de schelptrompetten vanaf een verhoogde locatie als zware wolken zich samenpakten, waarmee ze geloofden dat ze onweersbuien, hagelbuien of overstromingen konden afweren. 

#### Wales
Cragen Beca is een schelptrompet, die werd geblazen om het legendarische personage Rebecca en haar 'dochters' tot actie op te roepen tijdens de beruchte Rebecca-rellen in Carmarthenshire van het midden van de 19e eeuw (1839-1843). 

## Modern gebruik

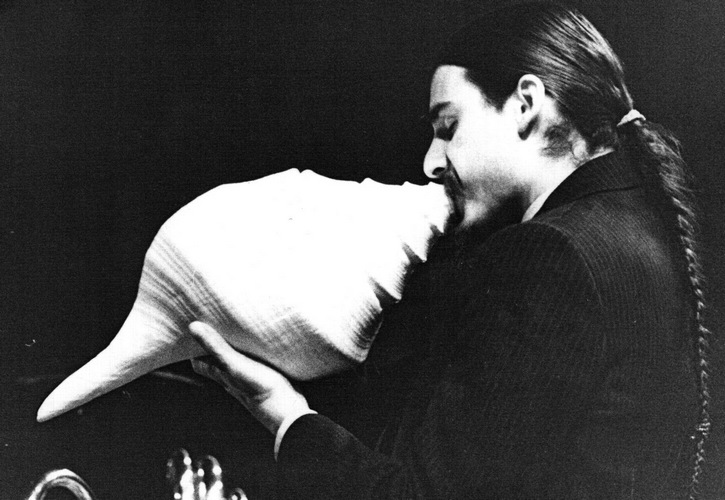
Steve Turre speelde schelphoorn in 1976

Carlos Chávez gebruikt de trombone als vervanging voor de schelp in zijn stuk Xochipilli uit 1940. De Amerikaanse jazztrombonist Steve Turre speelt op schelphoorns, vooral met zijn groep Sanctified Shells. De groep bracht in 1993 een eerste album uit.
Een Indiase schelphoorn was prominent aanwezig in de partituur voor de film Alien (1979). Aanvankelijk gebruikte componist Jerry Goldsmith de schelp tijdens een scène die de buitenaardse omgeving van een verlaten ruimteschip uitbeeldde. Regisseur Ridley Scott was echter zo onder de indruk van het griezelige effect dat hij vroeg om het gebruik ervan in de rest van de partituur.
Verschillende schelphoorns zijn bespeeld door muzikant Don Chilton en zijn prominent aanwezig op de soundtrack van de film Where the Crawdads Sing (2021), gecomponeerd door de met een Oscar bekroonde componist Mychael Danna.

## Wetenswaardigheden
- In het Potala-paleis in Lhasa is een zeer grote schelp te zien, met een totale lengte van 57,7 centimeter, een vleugellengte van 38,2 centimeter, een vleugelbreedte van 23 centimeter en een mondstuk van 11 centimeter lang.